# Dosjeji X
Dosjeji X so priljubljena televizijska serija avtorja Chrisa Carterja, ki je trajala od leta 1993 do 2002, po njej pa sta bila leta 1998 in 2008 posneta tudi filma. Glavna igralca serije sta David Duchovny in Gillian Anderson.
Vse se prične leta 1992, ko je posebna agentka FBI-ja Dana Scully (Gillian Anderson) dodeljena projektu Dosjeji X, ki raziskuje nepojasnjene in paranormalne primere, tu pa se sreča s svojim novim partnerjem, Foxom Mulderjem (David Duchovny).
V seriji se pojavljata dva tipa epizod: tako imenovane mitološke epizode, ki spremljajo nadaljujočo se zgodbo o vladni zaroti in načrtu nezemeljanov za ponovno naselitev Zemlje, in prostostoječe epizode (imenovane tudi Pošast tedna), na koncu katerih se zgodba vedno razreši.
Dosjeji X so bili imenovani kot ena najboljših serij vseh časov, za kar nosita zasluge tudi glavna igralca, David Duchovny in Gillian Anderson.
Serijo je v Slovenijo pripeljal in v celoti predvajal POP TV.

## Glavne osebe in igralci
- Posebni agent Fox William Mulder (1993-2001, 2002) - David Duchovny
- Posebna agentka Dana Kathrine Scully - Gillian Anderson
- Pomočnik direktorja Walter Sergei Skinner (1994-2002) - Mitch Pileggi - V prvih dveh sezonah je bil zapisan pod »Gostujoči igralci«, od tretje do osme sezone pod »Igrajo tudi«, v deveti sezoni pa je bil dodan k uvodni sekvenci.
- Kadilec, tudi Rakavec; pravo ime: C. G. B. Spender (1993-2000, 2002) - William B. Davis - od četrte sezone naprej pod »Igrajo tudi«.
- Alex Krycek - Nicholas Lea (1994-2002) - Od tretje sezone naprej pod »Igrajo tudi«.
- Jeffrey Spender (1998-1999, 2002) - Chris Owens
- Pomočnik/namestnik direktorja Alvin Kersh (1998, 2000-2002) - James Pickens Junior
- Posebni agent John Doggett (2000-2002) - Robert Patrick
- Posebna agentka Monica Reyes (2001-2002) - Anabeth Gish